# Ewunin
Ewunin – wieś w Polsce położona w województwie lubelskim, w powiecie kraśnickim, w gminie Wilkołaz.
W latach 1975–1998 miejscowość należała administracyjnie do województwa lubelskiego.
Wieś stanowi sołectwo gminy Wilkołaz. Według Narodowego Spisu Powszechnego (III 2011 r.) wieś liczyła 131 mieszkańców.

## Historia
Ewunin pojawił się dopiero w 1801 r. (Hld sect. 174) jako Ewin Majdan, osiedle liczące 4 domy. Powstał zatem pod koniec XVIII w., gdyż w 1806 r. w wizytacji wspomniano o nowej kolonii Ewonin przy Popkowicach (akta wizytacyjne – Vis. DL 194 94). W 1877 r. figuruje jako Majdan Ewunin (), w tym samym mniej więcej czasie nosił równolegle nazwy Majdan Ostrowski () i Ewunin (). Dopiero wtedy podano, że nazwę swą otrzymał od imienia dziedziczki Ewy Smoczyńskiej. W 1899 r. ponownie zapisano go jako Ewonin. W 1905 r. Ewunin w gminie Urzędów miał 29 domów i 230 mieszkańców, w 1921 r. także 29 domów i 201 mieszkańców. Później już jako wieś Ewunin występuje w kolejnych spisach powszechnych w 1933 r. i 1967 r .
Według Słownika geograficznego Królestwa Polskiego z roku 1900, Ewunin stanowił wieś w powiecie janowskim, gminie Urzędów, parafii Popkowice, posiadał 28 osad zamieszkałych przez 187 mieszkańców z gruntem 214 mórg.